# Luca Turilli's Dreamquest
I Luca Turilli's Dreamquest sono un gruppo electro-symphonic metal fondato da Luca Turilli, già chitarrista dei Rhapsody of Fire.

## Storia dei Luca Turilli's Dreamquest
Al nome del gruppo è stato aggiunto il nome di Turilli per distinguerlo dai francesi Dreamquest. Nel gruppo, Turilli suona solo pianoforte e tastiere, mentre il ruolo di chitarrista spetta a Dominique Leurquin, già noto per aver lavorato con i Rhapsody. L'identità della cantante Myst non è stata resa nota, ma si ritiene sia riconducibile a Bridget Fogle, che aveva già collaborato con Turilli nel suo terzo album solista, The Infinite Wonders of Creation.

## Formazione
- Luca Turilli - tastiere, pianoforte, Orchestrazioni
- Myst - voce
- Dominique Leurquin - chitarra ritmica e solista
- Sascha Paeth - basso
- Robert Hunecke-Rizzo - batteria

## Discografia

### Album in studio
- 2006 - Lost Horizons

### Singoli
- 2006 - Virus